# Championnats d'Europe de VTT 2002
Navigation
Édition précédente Édition suivante
Les championnats d'Europe de VTT 2002 pour le VTT cross-country ont lieu du jeudi 1er au dimanche 4 août à Zurich en Suisse. Ils sont organisés par l'Union européenne de cyclisme. L'épreuve du relais mixte apparait pour la première fois lors de cette édition, chaque équipe comprend 4 coureurs : un homme et une femme élite, un homme moins de 23 ans et un homme junior. Les premiers championnats d'Europe de VTT cross-country marathon ont lieu dans la région de Salzkammergut en Autriche du 13 au 14 juillet. 

## Résultats

### Cross-country
| Épreuve                | Vainqueur                                                                  | Deuxième                                                             | Troisième                                                             |
| ---------------------- | -------------------------------------------------------------------------- | -------------------------------------------------------------------- | --------------------------------------------------------------------- |
| Hommes,                | José Antonio Hermida                                                       | Lado Fumic                                                           | Roel Paulissen                                                        |
| Hommes,                | 1 h 58 min 47 s                                                            | + 42 s                                                               | + 44 s                                                                |
| Femmes                 | Gunn-Rita Dahle                                                            | Laurence Leboucher                                                   | Sabine Spitz                                                          |
| Femmes                 | 1 h 42 min 05 s                                                            | + 5 s                                                                | + 1 min 56 s                                                          |
| Hommes moins de 23 ans | Julien Absalon                                                             | Florian Vogel                                                        | Inaki Lejarreta                                                       |
| Hommes moins de 23 ans | 1 h 27 min 40 s                                                            | + 46 s                                                               | + 47 s                                                                |
| Hommes juniors         | Thomas Lövkvist                                                            | Jaroslav Kulhavý                                                     | Yury Trofimov                                                         |
| Hommes juniors         | 1 h 13 min 47 s                                                            | + 34 s                                                               | + 1 min 13 s                                                          |
| Femmes juniors         | Bettina Schmid                                                             | Eva Lechner                                                          | Petra Bublová                                                         |
| Femmes juniors         | 1 h 08 min 29 s                                                            | + 19 s                                                               | + 30 s                                                                |
| Relais mixte           | France Julien Absalon Jean-Eudes Demaret Laurence Leboucher Cédric Ravanel | Suisse Florian Vogel Barbara Blatter Lukas Flückiger Thomas Kalberer | Tchéquie Milan Spesny Jaroslav Kulhavy Ilona Bublová Tomáš Vokrouhlík |
| Relais mixte           | 1 h 01 min 47 s                                                            | + 56 s                                                               | + 1 min 20 s                                                          |

### Cross-country marathon
| Épreuve       | Vainqueur       | Deuxième        | Troisième          |
| ------------- | --------------- | --------------- | ------------------ |
| 100 km hommes | Mauro Bettin    | Thomas Dietsch  | Roman Rametsteiner |
| 100 km hommes | 4 h 12 min 41 s | + 40 s          | + 2 min 51 s       |
| 100 km femmes | Andrea Huser    | Gunn-Rita Dahle | Petra Schörkmayer  |
| 100 km femmes | 5 h 01 min 28 s | + 7 min 12 s    | + 10 min 04 s      |